# حريق الرايخستاج
حريق الرايخستاغ (بالألمانية: Reichstagsbrand)‏ كان هجومًا متعمدًا على مبنى الرايخستاغ -مقر البرلمان الألماني في برلين- في يوم الاثنين 27 فبراير من عام 1933، أي بعد أربعة أسابيع تمامًا من أداء أدولف هتلر اليمين الدستورية بصفته مستشار ألمانيا. صرّحت حكومة هتلر أن الجاني هو مارينوس فان دير لوبي، وهو شيوعي مجالسي هولندي الجنسية، وعزت إضرام النار إلى المحرضين الشيوعيين بشكل عام، على الرغم من قبول المحكمة الألمانية في وقت لاحق من ذلك العام ادعاء فان دير لوبي أنه قد تصرف من تلقاء نفسه، وإقرارها لذلك. صدر مرسوم حريق الرايخستاغ بعد هذه الحادثة. استخدم الحزب النازي الحريق كذريعة للادعاء بأن الشيوعيين يتآمرون ضد الحكومة الألمانية، ولذلك يُعتبر الحدث محوريًا في تأسيس ألمانيا النازية. يشير مصطلح «حريق الرايخستاغ» إلى أعمال الراية الكاذبة التي ساعدت الحكومة في تنفيذها لتعزيز مصالحها الخاصة من خلال الموافقة الشعبية على الانتقام أو التراجع عن الحقوق المدنية.
جاء التقرير الأول حول الحريق بعد الساعة التاسعة مساءً بوقت قصير، عندما تلقت إحدى محطات الإطفاء في برلين مكالمة إنذار. في الوقت الذي وصلت فيه الشرطة ورجال الإطفاء، كانت النيران قد اشتعلت في قاعة البرلمان الرئيسية. فتشت الشرطة المبنى بشكل شامل من الداخل واتهمت فان دير لوبي. أُلقي القبض عليه -بالإضافة إلى أربعة قادة شيوعيين آخرين- بعد ذلك بوقت قصير. حث هتلر الرئيس باول فون هيندنبورغ على تمرير مرسوم طوارئ (مرسوم حريق الرايخستاغ) لتعليق الحريات المدنية ومواصلة «المواجهة القاسية» مع الحزب الشيوعي في ألمانيا. اعتقلت الحكومة الشيوعيين بشكل جماعي بعد تمرير المرسوم، بما في ذلك جميع المندوبين البرلمانيين للحزب الشيوعي. تحول الحزب النازي من كونه حزبًا تعدديًا إلى حزب أغلبية، مع رحيل الشيوعيين الذين اعتُبروا منافسين لدودين للحكومة وأخلوا مقاعدهم في البرلمان، وبالتالي تمكن هتلر من تعزيز سلطته.
اعتُقل البلغاريون جورجي ديميتروف، وفاسيل تانيف، وبلاغوي بوبوف في فبراير من عام 1933، إذ لعبوا أدوارًا محورية خلال محاكمة لايبزيغ والمعروفة أيضًا باسم «محاكمة حريق الرايخستاغ». كان هؤلاء الأشخاص معروفين لدى الشرطة البروسية بأنهم عملاء رفيعو المستوى في منظمة الكومنترن، إلا أن الشرطة لم تكن تعلم تمامًا إلى أي درجة هم رفيعو المستوى في هذه المنظمة؛ كان ديميتروف رئيسًا لجميع عمليات الكومنترن في أوروبا الغربية. بقيت مسؤولية حريق الرايخستاغ موضع جدل وبحث. وجه النازيون التهمة إلى الكومنترن. ومع ذلك، يعتقد بعض المؤرخين -بناءً على أدلة الأرشيف- أن الحريق قد خُطط له، كما أمر النازيون بتنفيذه كعملية راية كاذبة. ظل المبنى على حالته المتضررة نتيجة الحرائق حتى أُصلح جزئيًا منذ عام 1961 وحتى عام 1964، ثم رُمم بالكامل منذ عام 1995 وحتى عام 1999. عفت ألمانيا عن فان دير لوبي بعد وفاته في عام 2008 بموجب قانون قُدم في عام 1998 لرفع الأحكام غير العادلة التي يرجع تاريخها إلى الحقبة النازية.

## مخطط شيوعي

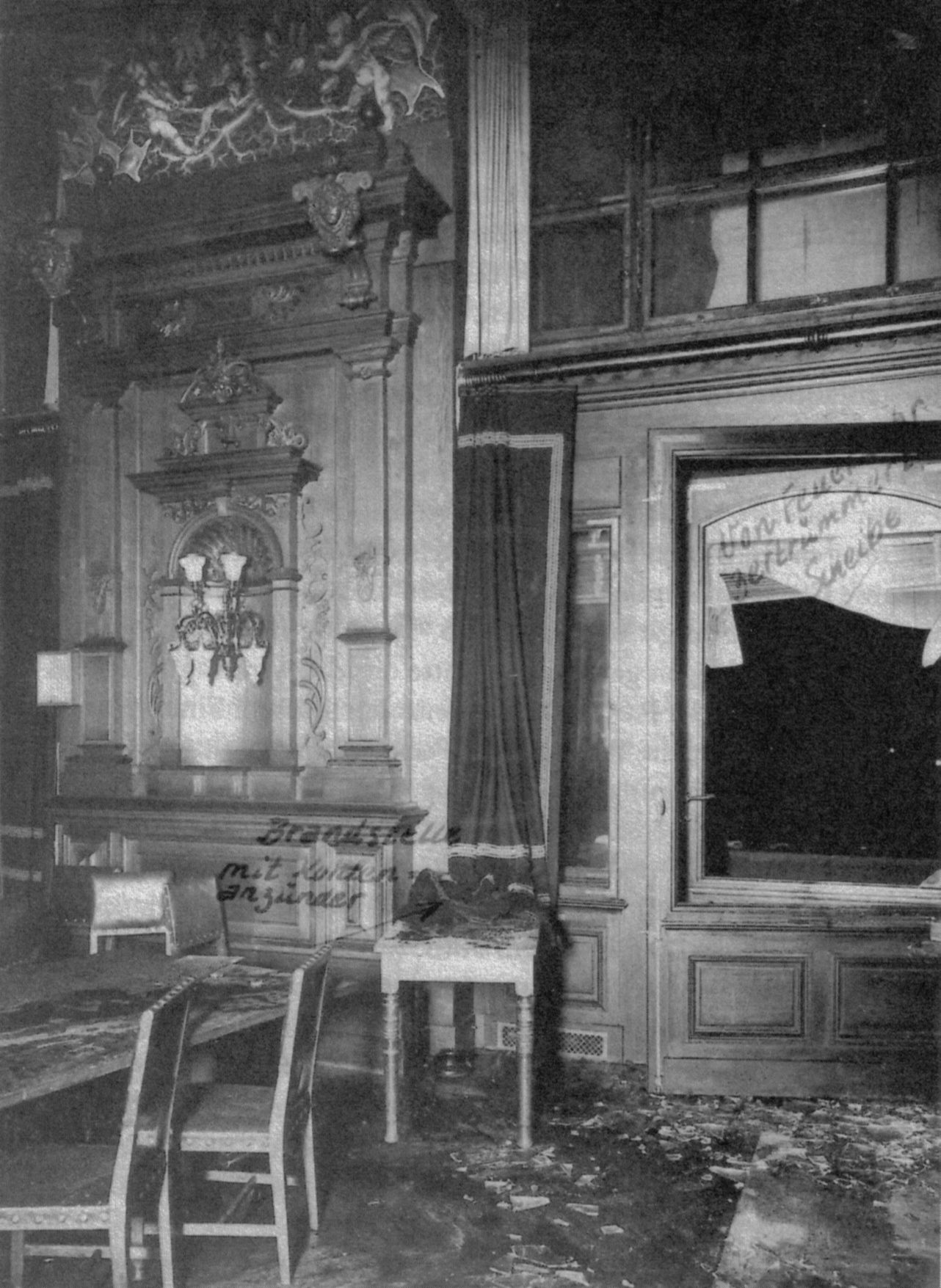
النافذة التي يعتقد ان فان دير لوب دخل من خلالها إلى المبنى

بسبب أنه تم العثور على شخص هولندي مستقل شيوعي يدعى مارينوس فان دير لوبي (والذي تم إعدامه لاحقاً) في المبنى، فقد نسب الحريق إلى مخطط شيوعي. وكان رد فعل الحكومة هو إصدار مرسوم حريق الرايخستاج في الثامن والعشرين من فبراير؛ وهو المرسوم الذي حرم الحزب الشيوعي من حقوق أساسية له منها الأمر بالمثول (أمر قضائي بالتحقيق في قانونية سجن شخص معتقل). ووفقًا لأحكام هذا المرسوم، تم قمع الحزب الشيوعي الألماني (KPD) وغيره من الجماعات. وتم اعتقال موظفي ونواب الحزب الشيوعي وموظفيه أو نفيهم أو اغتيالهم.